# Hellenic Petroleum
Hellenic Petroleum S. A. (вимовляється Хеленік Петролеум, LSE: HLPD) — одна з найбільших компаній на Балканах, заснована в 1958 році, коли в Греції був відкритий перший нафтопереробний завод в Аспропиргосе.
Свою сучасну назву компанія отримала в 1998 році, після перейменування компанії Public Petroleum Corporation S. A. у зв'язку з корпоративної реорганізацією. Компанія являє собою консорціум, що складається з 9 філій, а також ряду інших компаній з різним ступенем управління.

## Діяльність

### Нафтопереробка і АЗС
Hellenic Petroleum S.A. имеет три нафтопереробних завода в Греции: в Салоніках, Елефсіні і Аспропіргосі, на долю який приходиться 57 % нафтопереробних потужностей країни(інші 43 % становлять потужності Motor Oil Hellas), а також один завод у Скоп'є, Північна Македонія. Сира нафта для нафтопереробних заводів надходить з Саудівської Аравії, Іраку, Ірану, Лівії і Росії. Крім того, компанія управляє більш ніж 1400 АЗС у Греції та близько 350 заправних станцій у Албанії, Грузії, Сербії, Болгарії, Кіпрі, Чорногорії та Північній Македонії. Крім того, компанія займається продажем зріджених вуглеводнів, палива для реактивних двигунів, палива для морських суден і мастильних матеріалів.

### Нафтохімія
Будучи самой крупной компанией, которая производит нефтехимическую продукцию в Греции, Hellenic Petroleum имеет значительную (в большинстве случаев более 50 %) долю рынка. Основной продукцией компании является пластмассы, ПВХ и полипропилен, алифатические растворители и неорганические химические вещества, такие как хлор и гидроксид натрия.

### Електроенергія
Hellenic Petroleum виробляє 390 МВт електроенергії на електростанції в Салоніках, яка працює на природному газі. Вона відкрилася у 2005 році й управляється через дочірню компанію T-Power. Обсяг інвестицій для цього проекту склав 250 мільйонів євро.

### Геологорозвідка і видобуток нафти
З законом 2289/95, Hellenic Petroleum володіє винятковими правами на розвідку і видобуток вуглеводнів на території 62000 квадратних кілометрів в Греції. Компанія також активно працює за кордоном, у співпраці з іноземними компаніями в Албанії та Лівії.